# Pocztówka z WWA, lato ’19
Pocztówka z WWA, Lato '19 (zapis stylizowany majuskułą: POCZTÓWKA Z WWA, LATO '19) – trzeci album studyjny polskiego rapera Taco Hemingwaya. Wydawnictwo ukazało się 23 lipca 2019 roku nakładem Taco Corp. Nagrania zostały udostępnione na stronie internetowej rapera i w serwisie YouTube. Materiał, nagrany w lato 2019 roku, został wyprodukowany przez wielu producentów. Album reprezentuje stylistykę hip-hopową z wpływami popu. Główną tematyką tekstów są opowieści o Warszawie i życiu w niej.
Pocztówka spotkała się z dobrym przyjęciem krytyków muzycznych. Recenzenci szczególnie pochwalili artystę za poruszenie problemów politycznych Polaków oraz za trafne opisy otaczającego nas społeczeństwa. Album był jednym z największych sukcesów komercyjnych muzyka, odnotowując bardzo wysokie wyniki odtworzeń w serwisach streamingowych i debiutując na pierwszym miejscu ogólnopolskiej listy sprzedaży OLiS, rozchodząc się w ponad 150 tys. egzemplarzy i spędzając na liście ponad 150 tygodni. Ponadto, był to dziesiąty najlepiej sprzedający się album 2019 roku w Polsce.
W ramach promocji wydawnictwa Hemingway wyruszył w trasę koncertową Pocztówka z Polski Tour, obejmującą największe miasta Polski.

## Geneza, nagranie i wydanie
W utworze otwierającym poprzednik albumu, Café Belga, raper zapowiadał możliwą przerwę od muzyki w 2019 roku, jednak 7 lipca w internecie ukazało się zdjęcie na którym można było zobaczyć rapera podczas sesji nagraniowej w studiu. 9 lutego 2019 roku do internetu wyciekł fragment nowego utworu muzyka, który to wytwórnia Asfalt Records próbowała bezskutecznie usuwać. W kwietniu tego samego roku, na profilu instagramowym studia nagraniowego w którym pracuje raper, pojawił się wpis który potwierdził powstawanie nowej płyty.

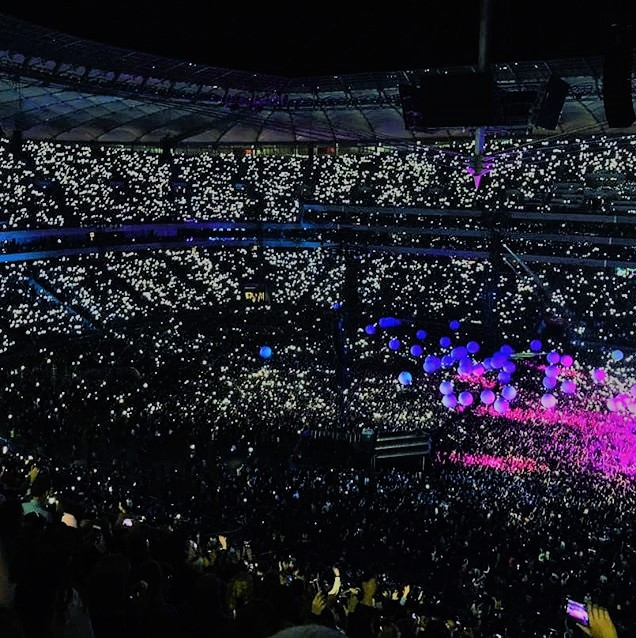
Muzyk podczas koncertu na Stadionie Narodowym, 2019

16 lipca 2019 roku raper zapowiedział premierę nowego albumu pt. Pocztówka z WWA, lato '19 na 9 sierpnia oraz ruszyła przedsprzedaż albumu. Muzyk na instagramie napisał, że pomimo zapowiadanej przerwy, nie mógł się powstrzymać i jak co roku wyda nowy album w lato. Dnia 23 lipca 2019 około godziny 22 album niespodziewanie został wydany w wersji elektronicznej w serwisie YouTube oraz w serwisach streamingowych m.in. takich jak Spotify, jak zawsze raper udostępnił cały album do pobrania za darmo w standardzie MP3 na swojej stronie internetowej.
9 sierpnia 2019 roku album został wydany w wersji fizycznej do kupienia w Asfalt Shop oraz w sklepach Empik. Album w przedsprzedaży został kupiony w 15 tys. egzemplarzy. Do wersji limitowanej fizycznego wydania Pocztówki z WWA zostały dołączone dwa utwory, które nie znalazły się w serwisach streamingowych. Za oprawę graficzną albumu odpowiada grupa Full Metal Jacket.

## Analiza i interpretacja
Przemysław Gulda przyznał, że raper wrócił na albumie do swoich korzeni, tworząc alternatywny rap. Natomiast Jarek Szubrycht stwierdził, że na płycie muzyk przeplata alternatywny rap z trapem. Rafał Samborski z portalu interia.pl stwierdził, że płyta jest dosyć taneczna, pisząc „Nadworni beatmakerzy Taco, czyli Rumak i Borucci, znacząco się rozwinęli, proponując nieco bardziej taneczne i bujające produkcje niż te, z którymi są powszechnie kojarzeni”. Michał Krawczyk z portalu Glam Rap w swojej recenzji tak opisał płytę „Dominująca luźna tematyka i łagodne chilloutowe brzmienia sprawiają, że jest to płyta wybitnie wakacyjna, doskonale umilająca trwające obecnie lato”. Dawid Musiał opisał płytę jako niezwykłą mieszankę gatunków, od trapu do klasycznego hip-hopu.

### Utwory
„Pocztówka z WWA, lato '19" trudno traktować jako pełnoprawny album: to zbiór kilku, jak to zgrabnie ujął gospodarz, „opowieści” [...] Dostajemy więc zbiór niejako singli, taką składankę i - jak to w tego typu przypadkach bywa - jest nierówno. [...] „Pocztówka...” nadal serwuje bardzo miłe widoki, a że wiatr przywiał też nieco kurzu prosto przed kadr? Trudno, czasami trzeba to zaakceptować.

Pierwszy utwór: „Człowiek z dziurą zamiast krtani” opisuje historie kilku osób po wschodniej stronie Warszawy. Michał Krawczuk pochwalił wstawki z Kroniki Polskiej w piosence, Rafał Samborski zaś zwraca uwagę na słaby aranż muzyczny. Marcin Flint z portalu CGM stwierdził, że utwór jest nudny. W piosence: „Antysmogowa maska w moim carry-on baggage” muzyk opowiada o życiu społeczeństwa w Warszawie, zwracając uwagę na zanieczyszczenie powietrza. Krytycy zgodnie pochwalają wyróżniającą się zwrotkę gościnną Pezeta. W utworze: „Leci nowy Future” raper powraca do swojego alter-ego i porównuje swoje nawyki nocne do dziennych. Rafał Samborski, choć zachwala pomysł na wykonanie utworu, miejscami nazywa go banalnymi. Krytycy muzyczni, Marcin Flint i Rafał Samborski, zgodnie zachwalają flow i melodie w piosence. W kolejnym utworze: „W piątki leżę w wannie”, opisujące życie młodych ludzi, Marcin Flint stwierdza, że wokal Dawida Podsiadły to jeden z najlepszych momentów na płycie, krytyk Michał Krawczuk również go zachwala. Rafał Samborski pochwalił tekst piosenki i dodał: „...że nikt z głośnych ksywek w polskim rapie tak głośno nie mówił o pułapkach, w jaką wpadają mężczyźni próbujący wpisywać się w kulturę maczo”. W piosence: „WWA VHS”, raper porównuje relacje kobiet i mężczyzn do wypożyczania kaset. W recenzji portalu Interia.pl można przeczytać o słabym flow w utworze, oraz krytycy zgodnie nazwali zwrotkę Rasa, jako odstającą od Taco.
W kolejnym utworze: „Wytrawne (z nutą desperacji)”, muzyk opisuje swoje ulubione wina oraz wyraża, że nie przeszkadzają mu związki homoseksualne. Marcin Flint w swojej recenzji twierdził, że nie potrafi wysłuchać utworu do końca. W utworze: „Wujek Dobra Rada” raper dzieli się poradami o życiu, a w drugiej zwrotce wymienia znaki zodiaku. Marcin Flint nazwał utwór majstersztykiem na poziomie koncepcyjnym. Przemysław Gulda pochwalił utwór za celne wersy w tekście. Marcin Flint stwierdził, że Kizo w utworze: „Tijuana” kompletnie nie pasuje. W utworze: „Sanatorium”, raper opisuje swoją relację z Warszawą. Rafał Samborski stwierdził, że choć utwór: "jest dobrym pop’em", w śpiewaniu Taco: "brakuje vibe i luzu". Na przekór, Marcin Flint w swojej recenzji pochwalił śpiew rapera. W piosence: „Alert RCB” raper wraz z schafterem nostalgicznie wspominają stare czasy. Marcin Flint uważa, że za dużo nostalgii znalazło się na samej płycie, natomiast Rafał Samborski krytykuje słaby podkład muzyczny utworu. Utwór: „Kabriolety”, gdzie zwrotki to koncepcyjne zmiany biegów, początkowo opisuje życie osobiste rapera, kończąc na sprawach politycznych, opowiada o sytuacji Polaków, zapomogach socjalnych, ucieczkach zagranicę, homofobii i rasizmie, w trakcie wydania tej płyty był najbardziej politycznym utworem w dyskografii rapera. Krytyk muzyczny, Marcin Flint, w swojej recenzji napisał, że to najlepszy utwór muzyczny na płycie. Zaś Rafał Samborski pochwalił podkład i aranżacje muzyczną.

## Pocztówka z Polski Tour
Trasa koncertowa polskiego rapera Taco Hemingwaya. Formalnie miała odbyć się pomiędzy 10 lutego a 28 czerwca, ale przez pandemię COVID-19 terminy niektórych koncertów zostały zmienione. Trasa miała promować album Pocztówka z WWA, lato '19.
Trasa miała obejmować osiemnaście koncertów, w trzynastu miastach w Polsce. Ostatni koncert trasy odbył się w Rzeszowie, a trasa została ostatecznie przekształcona w 2020/2021/2022 Tour.

### Lista koncertów
| Data                                       | Miejscowość | Państwo | Obiekt                            |
| ------------------------------------------ | ----------- | ------- | --------------------------------- |
| 10 lutego 2020                             | Warszawa    | Polska  | Torwar                            |
| 11 lutego 2020                             | Warszawa    | Polska  | Torwar                            |
| 2 marca 2020                               | Kraków      | Polska  | Klub Studio                       |
| 3 marca 2020                               | Kraków      | Polska  | Klub Studio                       |
| 6 marca 2020                               | Opole       | Polska  | Centrum Wystawienniczo-Kongresowe |
| 7 marca 2020                               | Katowice    | Polska  | Międzynarodowe Centrum Kongresowe |
| 8 marca 2020                               | Rzeszów     | Polska  | Millenium Hall                    |
| Termin odwołany z powodu pandemii COVID-19 | Wrocław     | Polska  | Hala Stulecia                     |
| Termin odwołany z powodu pandemii COVID-19 | Poznań      | Polska  | Międzynarodowe targi Poznańskie   |
| Termin odwołany z powodu pandemii COVID-19 | Gdańsk      | Polska  | Stocznia                          |
| Termin odwołany z powodu pandemii COVID-19 | Toruń       | Polska  | CKK Jordanki                      |
| Termin odwołany z powodu pandemii COVID-19 | Szczecin    | Polska  | Łasztownia                        |
| Termin odwołany z powodu pandemii COVID-19 | Lublin      | Polska  | Targi                             |
| Termin odwołany z powodu pandemii COVID-19 | Łódź        | Polska  | Wytwórnia                         |

## Odbiór

### Krytyczny
Album spotkał się z pozytywnym przyjęciem krytyków. Marcin Filnt w swojej recenzji na stronie CGM wypunktował jego dobre i złe strony; stwierdził, że płyta jest „w porządku”, ale brakuje jej wyrazistości. Pochwalił rapera za to, że przestał pisać o sobie, a wrócił do opisywania otaczającego go społeczeństwa, ale zwrócił uwagę na kilka słabszych wersów na albumie. Pozytywnie ocenił umieszczenie na płycie tekstów politycznych, ale uznał, że Trójkąt Warszawski jest wciąż najlepszą płytą w dorobku Taco. Krytyk Przemysław Gulda z portalu Gazeta.pl również pozytywnie ocenił płytę w swojej recenzji. Szczególnie zwrócił uwagę na powrót artysty do korzeni swojej twórczości oraz na odejście od „depresyjnego” klimatu z poprzednich płyt. Pochwalił również gościnny występ Dawida Podsiadły. Do podobnych wniosków doszedł Jarek Szubrycht z Gazety Wyborczej, doceniając odejście od autobiograficznej tematyki i skupienie się rapera na swoim otoczeniu. Stwierdził, że jest to jeden z najlepszych albumów w karierze muzyka. Pochwalił „letni” klimat płyty i dodał, że Taco celnie opisuje na niej Warszawę.
Rafał Samborski z portalu Interia.pl dosyć chłodno ocenił album. Krytyk zwrócił uwagę na nierówny poziom gości i stwierdził, że pomimo poprawy warsztatu artystycznego, Taco potrafi czasem zanudzić monotonnym flow. Pochwalił jednak rapera za odważne teksty polityczne zawarte na płycie. Anna Nicz z portalu Spiders szczególnie doceniła zawarty na płycie opis Warszawy i ludzi w niej żyjących. Dodała również, że muzyk celnie wybrał gości oraz producentów na płytę. Recenzent Michał Krawczyk z portalu glamrap.pl także wystawił płycie pozytywną recenzję, doceniając poziom tekstów oraz produkcji. Określił ją jako „idealnie umilającą lato”.
Dawid Musiał w opublikowanej recenzji na stronie SoMusic.pl również dobrze ocenił płytę. Docenił odwołania do dawnej twórczości Taco, dodał również, że goście zaproszeni na album udanie wpasowali się w jego klimat. Recenzent zwrócił jednak uwagę, że ze względu na tematykę może ona stracić aktualność wraz z upływem czasu. Alicja Surmiak na portalu Allaboutmusic.pl oceniła album dość pozytywnie. W swojej recenzji doceniła trafne obserwacje o życiu warszawiaków, zwróciła jednak uwagę na brak spójności na albumie, która dotychczas towarzyszyła twórczości rapera. Bartek Chaciński z tygodnika „Polityka” ocenił płytę dość chłodno, pisząc, że pomimo pozornej atrakcyjności rozczarowuje ona prostotą. Skrytykował „brak zaangażowania” ze strony rapera oraz mało konkretny pomysł na album.

### Komercyjny
Album przed premierą sprzedał się w 15 tys. egzemplarzy. Artysta zadebiutował na pierwszym miejscu polskiej listy sprzedaży – OLiS po raz czwarty z rzędu i utrzymywał się na tej liście przez 42 tygodnie. 21 sierpnia 2019 roku otrzymał certyfikat złotej płyty od ZPAV. Płyta pobiła rekordy streamingowe Spotify ustanowione przez poprzednią płytę Soma 0,5 mg i została odtworzona ponad 3 miliony razy w dniu premiery. Również piosenka W piątki leżę w wannie, pobiła rekord ustanowiony przez singiel Tamagotchi i w dniu premiery została odtworzona prawie pół miliona razy. W serwisie YouTube przez tydzień płyta osiągnęła 15 milionów odtworzeń. 30 października 2019 roku sprzedaż albumu przekroczyła 30 tys. egzemplarzy, tym samym płyta zdobyła status platynowej. W podsumowaniu roku przez serwis Spotify zajął trzecie miejsce w rankingu albumów najczęściej słuchanych przez polskich użytkowników. Taco Hemingway znowu zajął pierwsze miejsce w zestawieniu najczęściej słuchanych artystów. 13 sierpnia 2020 roku album zdobył status podwójnie platynowej płyty, za sprzedaż 60 000 egzemplarzy, a 21 października sprzedaż albumu przekroczyła 90 tys. egzemplarzy pokrywając się statusem potrójnie platynowym. 
6 marca 2024 roku album dobił do granicy 150 tys. sprzedanych egzemplarzy, zdobywając status diamentowej płyty, stając się największym sukcesem solowym artysty.

### Nagrody i nominacje
| Rok  | Kategoria                         | Nagroda                 | Rezultat   |
| ---- | --------------------------------- | ----------------------- | ---------- |
| 2020 | Top 10 LP/mixtape’ów              | RapGenius Polska        | 6. miejsce |
| 2020 | Muzyka hip-hop                    | Bestsellery Empiku 2020 | Nominacja  |
| 2020 | Najlepsze okładki płyt            | Cover awArts 2020       | 3. miejsce |
| 2020 | Rap płyta roku                    | Plebiscyt WuDoo/Hip-Hop | 9. miejsce |
| 2020 | Najpopularniejsze albumy w Polsce | Statystyki Spotify 2020 | 9. miejsce |
| 2020 | Płyta roku                        | Onet Najlepsi           | Nominacja  |
| 2020 | Album roku hip-hop                | Fryderyki 2020          | Wygrana    |
| 2020 | Wydanie roku                      | Popkillery 2020         | Nominacja  |

## Lista utworów
| Nr  | Tytuł utworu                                                              | Tekst                                   | Produkcja    | Długość |
| --- | ------------------------------------------------------------------------- | --------------------------------------- | ------------ | ------- |
| 1.  | „Człowiek z dziurą zamiast krtani”                                        | Filip Szcześniak                        | Rumak        | 4:08    |
| 2.  | „Antysmogowa maska w moim carry-on baggage” (z gościnnym udziałem Pezeta) | Szcześniak, Paweł Kapliński             | 2K           | 4:03    |
| 3.  | „Leci nowy Future”                                                        | Szcześniak                              | 2K, Sergiusz | 3:40    |
| 4.  | „W piątki leżę w wannie” (z gościnnym udziałem Dawida Podsiadły)          | Szcześniak, Dawid Podsiadło             | Borucci      | 3:41    |
| 5.  | „WWA VHS” (z gościnnym udziałem Rasa)                                     | Szcześniak, Arkadiusz Sitarz            | Rumak        | 4:42    |
| 6.  | „Wytrawne (z nutą desperacji)”                                            | Szcześniak                              | Catz ’n Dogz | 3:11    |
| 7.  | „Wujek dobra rada”                                                        | Szcześniak                              | Emapea       | 2:54    |
| 8.  | „Tijuana” (z gościnnym udziałem Kiza)                                     | Szcześniak, Patryk Woziński             | Rumak        | 3:17    |
| 9.  | „Sanatorium” (z gościnnym udziałem Dawida Podsiadły i Rosalie.)           | Szcześniak, Podsiadło, Rosalie Hoffmann | Pham         | 4:34    |
| 10. | „Alert RCB” (z gościnnym udziałem Schaftera)                              | Szcześniak, Wojciech Laskowski          | Zeppy Zep    | 3:20    |
| 11. | „Kabriolety”                                                              | Szcześniak                              | Zeppy Zep    | 5:28    |
|     |                                                                           |                                         |              | 42:58   |

| Edycja limitowana | Edycja limitowana                                                         | Edycja limitowana                       | Edycja limitowana | Edycja limitowana |
| Nr                | Tytuł utworu                                                              | Tekst                                   | Produkcja         | Długość           |
| ----------------- | ------------------------------------------------------------------------- | --------------------------------------- | ----------------- | ----------------- |
| 1.                | „Człowiek z dziurą zamiast krtani”                                        | Filip Szcześniak                        | Rumak             | 4:08              |
| 2.                | „Antysmogowa maska w moim carry-on baggage” (z gościnnym udziałem Pezeta) | Szcześniak, Paweł Kapliński             | 2K                | 4:03              |
| 3.                | „Leci nowy Future”                                                        | Szcześniak                              | 2K, Sergiusz      | 3:40              |
| 4.                | „W piątki leżę w wannie” (z gościnnym udziałem Dawida Podsiadły)          | Szcześniak, Dawid Podsiadło             | Borucci           | 3:41              |
| 5.                | „WWA VHS” (z gościnnym udziałem Rasa)                                     | Szcześniak, Arkadiusz Sitarz            | Rumak             | 4:42              |
| 6.                | „Wytrawne (z nutą desperacji)”                                            | Szcześniak                              | Catz ’n Dogz      | 3:11              |
| 7.                | „Wujek dobra rada”                                                        | Szcześniak                              | Emapea            | 2:54              |
| 8.                | „Tijuana” (z gościnnym udziałem Kiza)                                     | Szcześniak, Patryk Woziński             | Rumak             | 3:17              |
| 9.                | „Sanatorium” (z gościnnym udziałem Dawida Podsiadły i Rosalie.)           | Szcześniak, Podsiadło, Rosalie Hoffmann | Pham              | 4:34              |
| 10.               | „Alert RCB” (z gościnnym udziałem Schaftera)                              | Szcześniak, Wojciech Laskowski          | Zeppy Zep         | 3:20              |
| 11.               | „Kabriolety”                                                              | Szcześniak                              | Zeppy Zep         | 5:28              |
| 12.               | „Wielki Gatsby z benzynowej stacji”                                       | Szcześniak                              | Rumak             | 3:40              |
| 13.               | „Algorytm”                                                                | Szcześniak                              | Rumak             | 3:19              |
|                   |                                                                           |                                         |                   | 49:57             |

Sample
- W utworze „Człowiek z dziurą zamiast Krtani” wykorzystano dialogi z filmu „Miasto na wyspach” w reżyserii Jana Dmowskiego i Bohdana Kosińskiego oraz dialogi z Polskiej Kroniki Filmowej[35].
- W utworach „Antysmogowa maska w moim carry-on baggage”, „Leci nowy Future” oraz „WWA VHS” wykorzystano dialogi z Polskiej Kroniki Filmowej[36].
- W utworze „WWA VHS” wykorzystano dialogi z programu „Sylwestrowej Gawędy o Winie” w wykonaniu Marka Kondrata[37].
- W utworach „Wytrawne (z nutą desperacji)” oraz „Wujek dobra rada” wykorzystano dialogi z filmu „Miś” w reżyserii Stanisława Barei[38].
- W utworze „Wujek dobra rada” wykorzystano sample z utworów „Dla dzieciaka” i „Tak miało być” zespołu Molesty, „Za dużo widzę” rapera Sokoła, „RHX Trzyma straże” zespołu RHX Skład oraz „Od dawna” zespołu Grammatik[39].

## Sprzedaż

### Pozycje w notowaniach OLiS
OLiS jest ogólnopolskim notowaniem, tworzonym przez agencję TNS Polska na podstawie sprzedaży albumów muzycznych na nośnikach fizycznych (od tygodnia 43 lista uwzględnia informacje o pobraniach w formacie digital download czy odtworzeniach w serwisach streamingowych).
| Tydzień | 1      | 2      | 3      | 4      | 5      | 6      | 7      | 8      | 9      | 10     | 11     | 12     | 13     | 14     | 15     | 16     |
| ------- | ------ | ------ | ------ | ------ | ------ | ------ | ------ | ------ | ------ | ------ | ------ | ------ | ------ | ------ | ------ | ------ |
| Pozycja | 1      | 1      | 1      | 5      | 5      | 6      | 10     | 8      | 17     | 17     | 16     | 23     | 21     | 19     | 21     | 24     |
| Źródło  | [ 3 ]  | [ 41 ] | [ 42 ] | [ 43 ] | [ 44 ] | [ 45 ] | [ 46 ] | [ 47 ] | [ 48 ] | [ 49 ] | [ 50 ] | [ 51 ] | [ 52 ] | [ 53 ] | [ 54 ] | [ 55 ] |
| Tydzień | 17     | 18     | 19     | 20     | 21     | 22     | 23     | 24     | 25     | 26     | 27     | 28     | 29     | 30     | 31     | 32     |
| Pozycja | 15     | 26     | 14     | 18     | 24     | 24     | 22     | 32     | 37     | 27     | 30     | 37     | 35     | 37     | 45     | 48     |
| Źródło  | [ 56 ] | [ 57 ] | [ 58 ] | [ 59 ] | [ 60 ] | [ 61 ] | [ 62 ] | [ 63 ] | [ 64 ] | [ 65 ] | [ 66 ] | [ 67 ] | [ 68 ] | [ 69 ] | [ 70 ] | [ 71 ] |
| Tydzień | 33     | 34     | 35     | 36     | 37     | 38     | 39     | 40     | 41     | 42     | 43     | 44     | 45     | 46     | 47     | 48     |
| Pozycja | 46     | 50     | 41     | 40     | 30     | 36     | 42     | 45     | 41     | 37     | 67     | 63     | 72     | 69     | 70     | 60     |
| Źródło  | [ 72 ] | [ 73 ] | [ 74 ] | [ 75 ] | [ 76 ] | [ 77 ] | [ 78 ] | [ 79 ] | [ 80 ] | [ 81 ] | [ 82 ] | [ 82 ] | [ 82 ] | [ 82 ] | [ 82 ] | [ 82 ] |
| Tydzień | 49     | 50     | 51     | 52     | 53     | 54     | 55     | 56     | 57     | 58     | 59     | 60     | 61     | 62     | 63     | 64     |
| Pozycja | 57     | 37     | 25     | 19     | 17     | 22     | 27     | 39     | 34     | 40     | 34     | 44     | 36     | 45     | 40     | 48     |
| Tydzień | 65     | 66     | 67     | 68     | 69     | 70     | 71     | 72     | 73     | 74     | 75     | 76     | 77     | 78     | 79     | 80     |
| Pozycja | 43     | 42     | 47     | 48     | 44     | 48     | 56     | 34     | 38     | 28     | 33     | 31     | 32     | 41     | 39     | 44     |
| Tydzień | 81     | 82     | 83     | 84     | 85     | 86     | 88     | 90     | 91     | 92     | 93     | 94     | 95     | 96     | 97     | 98     |
| Pozycja | 61     | 67     | 68     | 80     | 80     | 71     | 66     | 90     | 63     | 64     | 41     | 43     | 44     | 52     | 44     | 46     |
| Tydzień | 99     | 100    | 101    | 102    | 103    | 104    | 105    | 106    | 107    | 108    | 109    | 110    | 111    | 112    | 113    | 114    |
| Pozycja | 65     | 41     | 31     | 46     | 21     | 22     | 26     | 23     | 20     | 13     | 17     | 16     | 16     | 20     | 22     | 18     |
| Tydzień | 115    | 116    | 117    | 118    | 119    | 120    | 121    | 122    | 123    | 124    | 125    | 126    | 127    | 128    | 129    | 130    |
| Pozycja | 16     | 15     | 12     | 26     | 39     | 41     | 55     | 56     | 58     | 41     | 54     | 52     | 56     | 54     | 58     | 45     |
| Tydzień | 131    | 132    | 133    | 134    | 135    | 136    | 137    | 138    | 139    | 130    | 141    | 144    | 143    | 144    | 145    | 146    |
| Pozycja | 19     | 29     | 44     | 29     | 41     | 53     | 40     | 45     | 48     | 38     | 50     | 52     | 51     | 41     | 23     | 44     |
| Tydzień | 147    | 148    | 149    | 150    | 151    | 152    | 153    | 154    | 155    | 156    | 157    | 158    | 159    | 160    | 161    | 162    |
| Pozycja | 46     | 49     | 44     | 36     | 44     | 42     | 69     | 54     | 65     | 42     | 56     | 72     | 58     | 41     |        |        |

| Miesiąc       | Pozycja |
| ------------- | ------- |
| Sierpień 2019 | 1       |
| Wrzesień 2019 | 7       |

| Rok  | Pozycja |
| ---- | ------- |
| 2019 | 10      |
| 2020 | 88      |
| 2023 | 50      |
| 2024 | 20      |

### Certyfikaty ZPAV
Certyfikaty sprzedaży są wystawiane przez Związek Producentów Audio-Video za osiągnięcie określonej liczby sprzedanych egzemplarzy, obliczanej na podstawie kupionych kopii fizycznych i cyfrowych, a także odtworzeń w serwisach streamingowych.
| Certyfikat         | Liczba egzemplarzy | Data                 |        |
| ------------------ | ------------------ | -------------------- | ------ |
| złota płyta        | 15 000             | 21 sierpnia 2019     | [ 23 ] |
| platynowa płyta    | 30 000             | 30 października 2019 | [ 26 ] |
| 2x platynowa płyta | 60 000             | 13 sierpnia 2020     | [ 2 ]  |
| 3x platynowa płyta | 90 000             | 21 października 2020 | [ 2 ]  |
| 4x platynowa płyta | 120 000            | 6 marca 2024         | [ 28 ] |
| diamentowa płyta   | 150 000            | 6 marca 2024         | [ 28 ] |

## Historia wydania
| Data            | Format                       | Wytwórnia      |       |
| --------------- | ---------------------------- | -------------- | ----- |
| 23 lipca 2019   | streaming · digital download | Taco Corp      | [ 8 ] |
| 9 sierpnia 2019 | CD                           | Asfalt Records | [ 8 ] |

## Personel
Za powstanie albumu odpowiedzialne są następujące osoby:
| - Filip Szcześniak – słowa, rap, śpiew - Full Metal Jacket – projekt graficzny - Rafał Smoleń – realizacja nagrań, miksowanie, mastering - Paweł Fabjański – zdjęcia, typografia |  | - Pezet – gościnnie w utworze „Antysmogowa maska w moim carry-on baggage” - Dawid Podsiadło – gościnnie w utworze „W piątki leżę w wannie” i „Sanatorium” - Ras – gościnnie w utworze „WWA VHS” - Kizo – gościnnie w utworze „Tijuana” - Rosalie. – gościnnie w utworze „Sanatorium” - Schafter – gościnnie w utworze „Alert RCB” |  | - Maciej „Rumak” Ruszecki – produkcja utworów „Tijuana”, „WWA VHS” i „Człowiek z dziurą zamiast krtani” - Zeppy Zep – produkcja utworów „Alert RCB” i „Kabriolety” - Borucci – produkcja utworu „W piątki leżę w wannie” - Kamil „2K” Kasprowiak – produkcja utworów „Leci nowy Future” i „Antysmogowa maska w moim carry-on baggage” - Sergiusz Pankowiak – produkcja utworu „Leci nowy Future” - Dawid Pham Ngoc – produkcja utworu „Sanatorium” - Catz 'n Dogz – produkcja utworu „Wytrawne (z nutą desperacji)” - Emapea – produkcja utworu „Wujek dobra rada” |

Nagrań dokonano w Studiu Nagrywarka w Warszawie.